# Vilamarxant
Vilamarxant, en valencien et officiellement, (Villamarchante en castillan), est une commune d'Espagne de la province de Valence dans la Communauté valencienne. Elle est située dans la comarque du Camp de Túria et dans la zone à prédominance linguistique valencienne.

## Géographie

Localisation de Vilamarxant
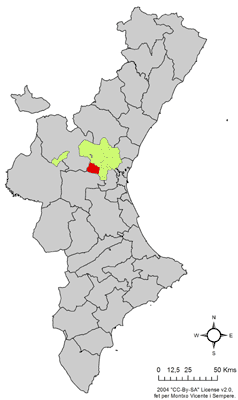
dans la Communauté valencienne.
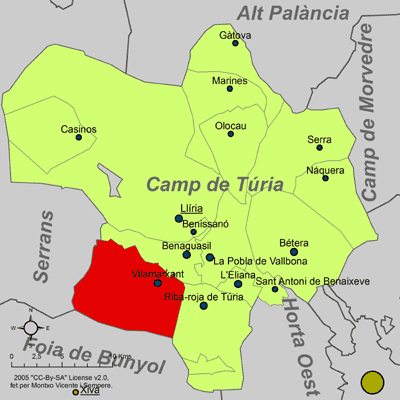
dans la comarque du Camp de Túria.

### Localités limitrophes
Le territoire communal de Vilamarxant est voisin de celui des communes suivantes :
Benaguasil, Cheste, Pedralba et Riba-roja de Túria, toutes situées dans la province de Valence.

## Démographie
| 1990  | 1992  | 1994  | 1996  | 1998  | 2000  | 2002  | 2004  | 2005  |
| ----- | ----- | ----- | ----- | ----- | ----- | ----- | ----- | ----- |
| 4 977 | 4 774 | 5 154 | 5 592 | 5 813 | 5 993 | 6 295 | 6 730 | 7 152 |

## Administration
Liste des maires, depuis les premières élections démocratiques.
| Législature | Nom du Maire           | Parti politique |
| ----------- | ---------------------- | --------------- |
| 1979-1983   | Eusebio Civera         | UCD             |
| 1983-1987   | Eusebio Civera         | CDS             |
| 1987-1991   | Francisco Gil          | PP              |
| 1991-1995   | Félix Castellano       | PSPV-PSOE       |
| 1995-1999   | Eusebio Civera         | UV              |
| 1999-2003   | Vicente Betoret        | PP              |
| 2003-2007   | Vicente Betoret        | PP              |
| 2007-2011   | Vicente Betoret        | PP              |
| 2011-2015   | Vicente Betoret        | PP              |
| 2015        | Jesús Montesinos Oltra | PSOE            |

## Personnalités liées à la commune
- Raúl Albiol, footballeur.

### Sources
- (es) Cet article est partiellement ou en totalité issu de l’article de Wikipédia en espagnol intitulé « Villamarchante » (voir la liste des auteurs).
- (es) Varaciones de los municipios de España desde 1842, Ministerio de administraciones públicas, octobre 2008, 364 p. (lire en ligne) [PDF]